# Panhard K14
Pour les articles homonymes, voir K14.
La Panhard K14 (aussi désignée camionnette Panhard 12 HP) est un modèle de camionnette fabriqué par Panhard & Levassor pendant la Première Guerre mondiale.

## Historique
La camionnette K14 sort en 1915, en remplacement de la version camionnette de la voiture de tourisme Panhard X25 (de). Globalement semblable à sa prédécesseuse, la camionnette K14 est produite pour l'Armée française de 1915 à 1919 en 978 exemplaires (dont 4 exportés), plus 61 breaks d'aviation livrés en 1915 pour tracter les avions de l'Aéronautique militaire. La production de la camionnette se poursuit avec 133 exemplaires produits en 1920-1921 pour les acheteurs civils. 
En 1915, le châssis K14 est utilisé pour la réalisation d'une automitrailleuse par montage d'une caisse blindée conçue par Ségur et Lorfeuvre. La caisse est finalement montée en 1917 sur un châssis de camion White TBC pour donner naissance à l'automitrailleuse White. 
Après guerre, le modèle K14 disparaît rapidement des parcs militaires et on n'en trouve quasiment plus trace après 1922. 

## Conception
Le modèle K14 conserve le moteur SU4E quatre cylindres 80 à 140 mm du modèle X25. Il donne à la camionnette une puissance fiscale de 12 HP.
Dotée d'un poids à vide de 1 650 kg, la camionnette a une charge utile de 1 500 kg.